# Consell dels Ordes
El Consell dels Ordes era la Institució encarregada del funcionament dels ordes militars de Santiago, Calatrava i Alcántara durant l'edat moderna a Espanya. El seu àmbit d'actuació s'estenia a l'àmbit territorial dels ordes militars. Aquest territori incloïa dues ciutats, 250 viles i 100 llogarets.

## Funcions
Aquest Consell posseïa unes atribucions excepcionalment àmplies, tenint competències en matèria de consultes, administració i justícia. Intervenia en les qüestions de gràcia —podia donar honors i gràcies a laics— i beneficis —donar honors i gràcies a eclesiàstics. Igualment s'ocupaven dels priorats, els cavallers, els col·legis majors, els nomenaments o les encomanes.
Emetien normativa econòmica, administrativa i jurídica per als seus territoris, ja que aquests tenien les seues pròpies lleis, arribant a constituir petits regnes dins de la Corona. Al caure el maestrat en la figura del rei la legislació d'aquests territoris seria equiparada a la de la resta del regne.
Aquest Consell posseïa la capacitat del rei per intervenir en assumptes terrenals i a més tenien autoritat papal delegada per als temes espirituals.
A més, li concernia tot el governatiu i contenciós dels col·legis i monestirs, però únicament en la segona instància, doncs la primera corresponia als governadors del respectiu districte. Segons butlles de Climent VIII de 1524 i 1525 tenia el coneixement dels delmes, beneficis i de tot la resta pertanyent als bisbes, com ordinaris. La jurisdicció d'aquest Consell així s'estenia a l'espiritual com al temporal, i no només sobre els cavallers, canonges, capellans i religioses de les ordes, sinó també sobre llots els preveres que tenien beneficis i sobre les monges que residien en monestirs situats en territori d'aquelles.

## Organització
Tenia dues sales distintes, una per a l'orde de Santiago i altra per als ordes de Calatrava i Alcántara.

## Evolució
El Consell es formalitzaria en 1523 quan Carles V va ser nomenat Gran Mestre dels ordes i els seus consellers foren nomenats cavallers d'hàbit.
Durant el segle xvi tindria una activitat continuada, si bé les seues decisions foren eminentment tècniques. Des del segle xvii aquest Consell seria el dipositari de la tradició nobiliària, arribant a ser conegut com a Consell de la Noblesa amb un caràcter estamental. Des d'aquest moment la seua principal tasca seria la de mantenir la diferenciació estamental de la noblesa.